# Magyarországi műemlékek listája
Az alábbiakban Magyarország kb. 11 000 műemléke közül található meg néhány, település, építménytípus, valamint korszak és stílus szerinti csoportosításban.

## Műemlékek földrajzi hely szerint

### Településenként
- Bonyhád műemlékeinek listája
- Budapest műemlékeinek listája
  - Budapest I. kerületének műemléki listája
  - Budapest II. kerületének műemléki listája
  - Budapest III. kerületének műemléki listája
  - Budapest IV. kerületének műemléki listája
  - Budapest V. kerületének műemléki listája
  - Budapest VI. kerületének műemléki listája
  - Budapest VII. kerületének műemléki listája
  - Budapest VIII. kerületének műemléki listája
  - Budapest IX. kerületének műemléki listája
  - Budapest X. kerületének műemléki listája
  - Budapest XI. kerületének műemléki listája
  - Budapest XII. kerületének műemléki listája
  - Budapest XIII. kerületének műemléki listája
  - Budapest XIV. kerületének műemléki listája
  - Budapest XV. kerületének műemléki listája
  - Budapest XVI. kerületének műemléki listája
  - Budapest XVII. kerületének műemléki listája
  - Budapest XVIII. kerületének műemléki listája
  - Budapest XIX. kerületének műemléki listája
  - Budapest XX. kerületének műemléki listája
  - Budapest XXI. kerületének műemléki listája
  - Budapest XXII. kerületének műemléki listája
  - Budapest XXIII. kerületének műemléki listája
- Eger műemlékeinek listája
- Esztergom műemlékeinek listája
- Fülek műemlékeinek listája
- Gyöngyös műemlékeinek listája
- Győr műemlékeinek listája
- Hollókő műemlékeinek listája
- Kecskemét műemlékeinek listája
- Kiskunfélegyháza műemlékeinek listája
- Losonc műemlékeinek listája
- Makó műemlékeinek listája
- Miskolc műemlékeinek listája
- Paks műemlékeinek listája
- Pécs műemlékeinek listája
- Székesfehérvár műemlékeinek listája
- Szekszárd műemlékeinek listája

### Vármegyénként
- Borsod-Abaúj-Zemplén vármegye műemlékeinek listája
- Heves vármegye műemlékeinek listája
- Nógrád vármegye műemlékeinek listája
- Tolna vármegye műemlékeinek listája

### Kárpát-medence
- Székelyföld műemlékeinek listája

## Műemlékek építménytípus szerint
- Magyarországi templomok, kolostorok listája
- Magyarország templomromjai, kolostorromjai
- Magyarországi várak listája
- Magyarországi kastélyok listája
- Magyarországi műemlék paloták, középületek listája
- Magyarországi műemlék temetők listája
- Magyarországi műemlék köztéri szobrok listája
- Magyarországi közlekedési és ipari műemlékek listája
- Magyarországi régészeti és történelmi bemutatóhelyek listája

## Műemlékek korszak és stílus szerint

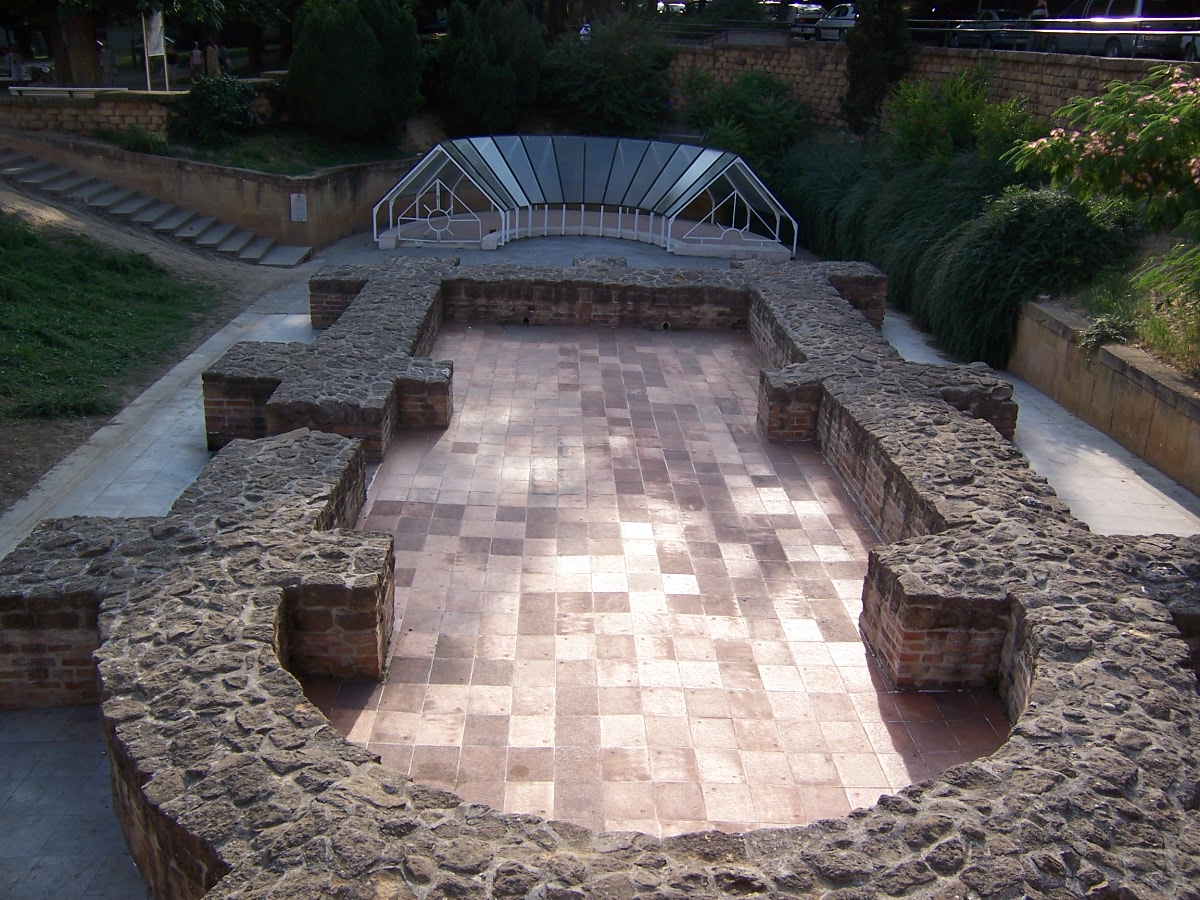
Pécsi ókeresztény sírkamra

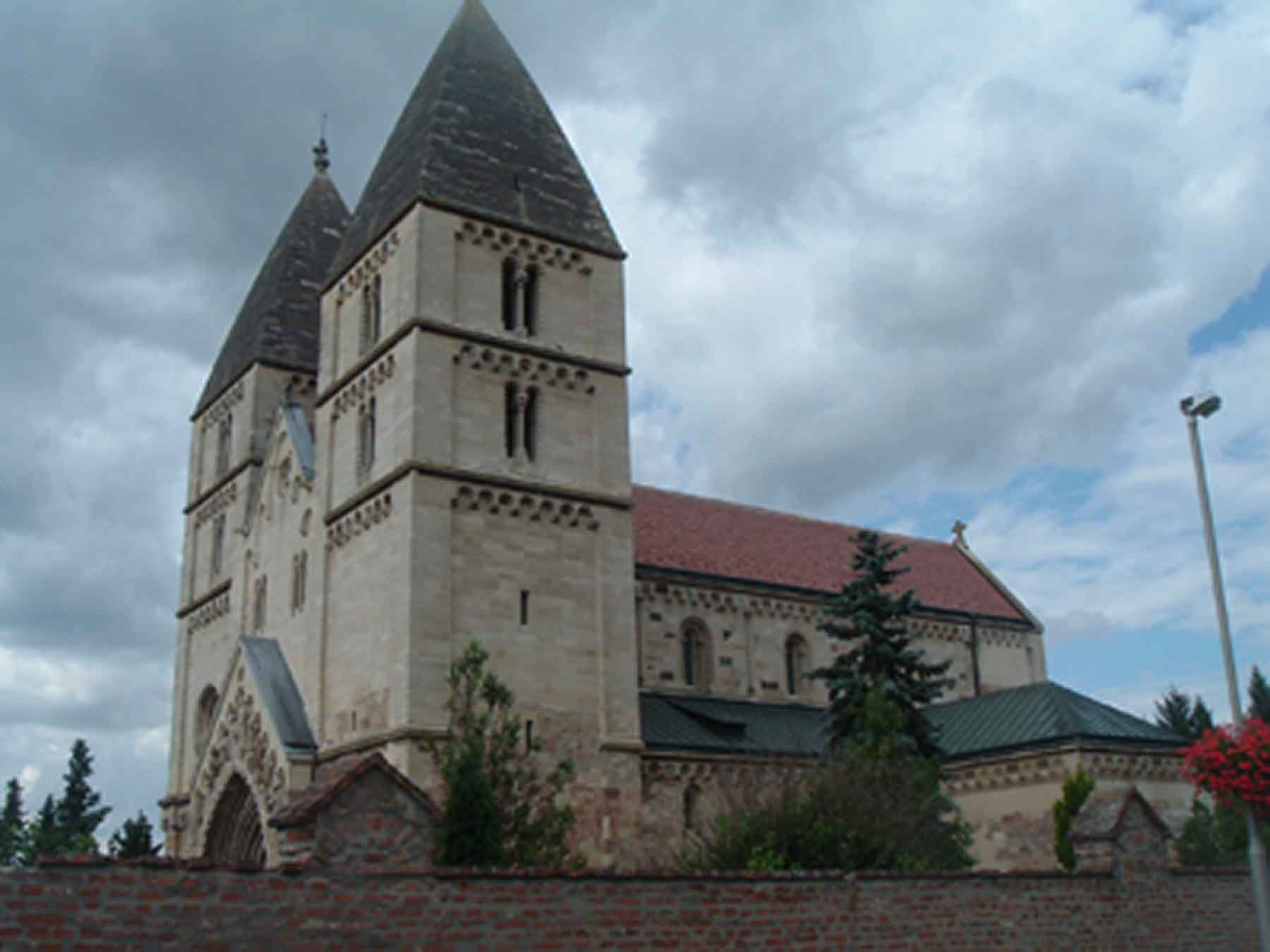
A jáki bencés apátság temploma

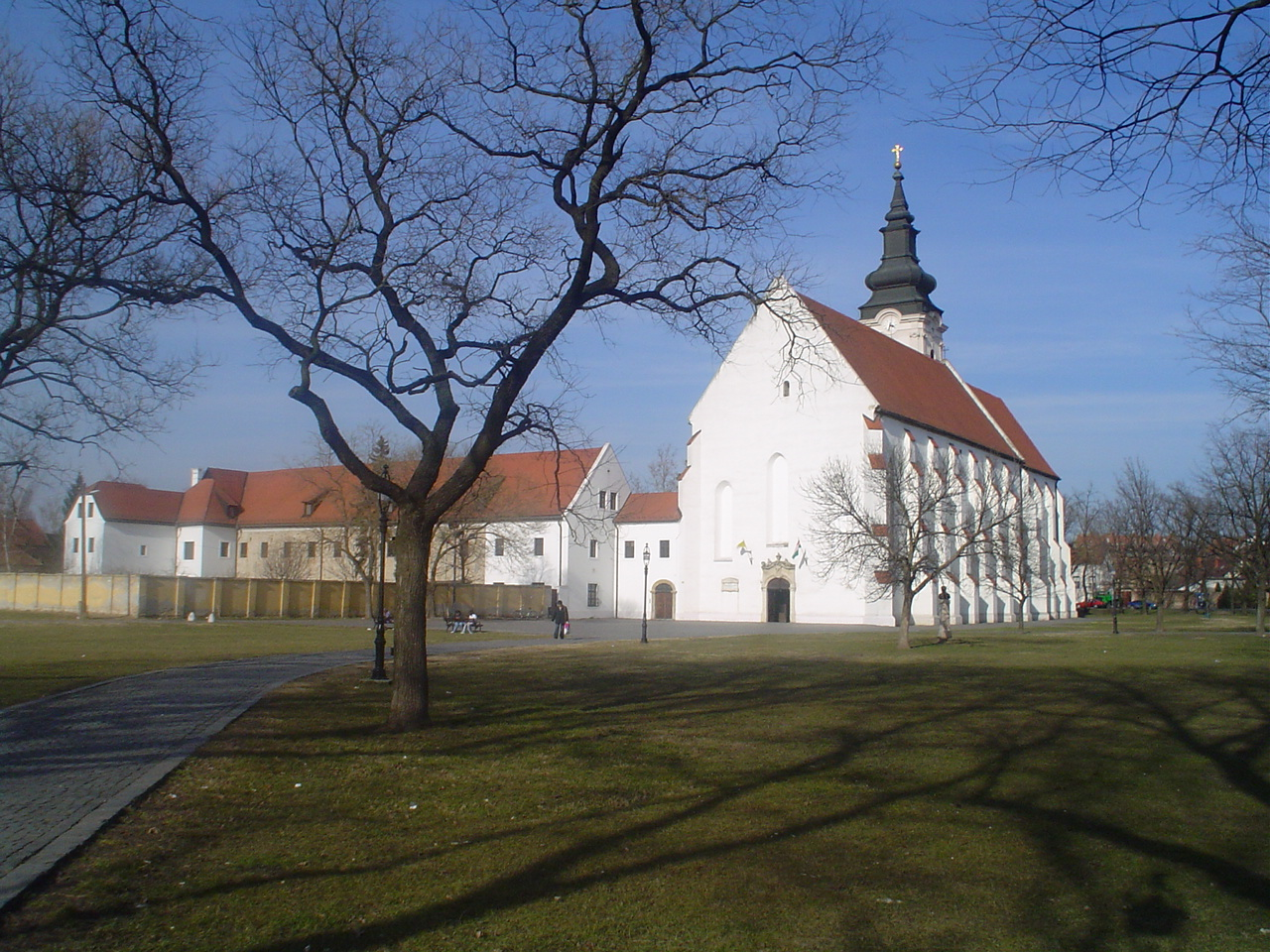
Szegedi ferences templom és kolostor

### Őskori emlékek
- Vértesszőlősi ősemberleletek bemutatóhelye

### Ókori emlékek
Római kor
- Pécsi ókeresztény sírkamrák
- Budapest: Aquincum, Aquincumi katonai amfiteátrum (Nagyszombat utcai amfiteátrum), Contra-Aquincum, Hercules-villa
- Tác: Gorsium
- Kővágószőlős: Római villa és mauzóleum
- Szombathely: Savaria, Iseum

### Középkori emlékek

#### Román kor
- Bélapátfalvai ciszterci kolostor
- Csarodai református templom
- Gyulafehérvári érseki székesegyház
- Jáki templom
- Kaposvár: Kaposszentjakabi bencés apátság
- Lébényi templom
- Nagylónyai református templom
- Ócsa református templom
- Pannonhalmi Bencés Főapátság
- Pécsi székesegyház
- Soltszentimre: Csonka-torony
- Sopron: Szent Mihály-templom
- Szeged: Dömötör-torony
- A szentgotthárdi apátság temploma és kolostora
- Türjei volt prépostsági templom
- Vértesszentkereszti apátság
- Zsámbéki templom

#### Gótika
Templomok
- Budapest: Mátyás-templom (Schulek Frigyes neogótikus rekonstrukciója), Belvárosi plébániatemplom, Mária Magdolna-templom
- Eger: Gótikus székesegyház
- Esztergom: Középkori Szent Adalbert-székesegyház
- Fehérgyarmat Református templom
- Győri bazilika: Héderváry kápolna
- Kőszeg: Szent Jakab-templom
- Miskolc: Avasi templom
- Nyírbátor: Református templom
- Ráckeve: Szerb monostor
- Somogyvámosi pusztatemplom
- Sopron: Káptalan-terem, Kecske-templom, Szent Mihály-templom, Ózsinagóga
- Szegedi ferences templom és kolostor
- Szentendre: Keresztelő Szent János-plébániatemplom
- Szombathelyi ferences templom és kolostor
- Zsámbéki templomrom

Várak
- Boldogkői vár
- Budai Várnegyed (középkori romok)
- Cseszneki vár
- Csókakő vára
- Drégely vára
- Egri vár
- Esztergomi vár
- Hollókői vár
- Miskolc: Diósgyőri vár
- Nagyvázsony: Kinizsi-vár
- Sümegi vár
- Szigetvári vár
- Várpalotai vár
- Visegrádi vár
- Fegyvernek: Pusztatorony

#### Korai reneszánsz
Templomok
- Esztergom: Bakócz-kápolna

Paloták, középületek
- Visegrád: Királyi palota
- Győr: Magyar Ispita

Tornyok
- Soproni tűztorony

### Kora újkori emlékek

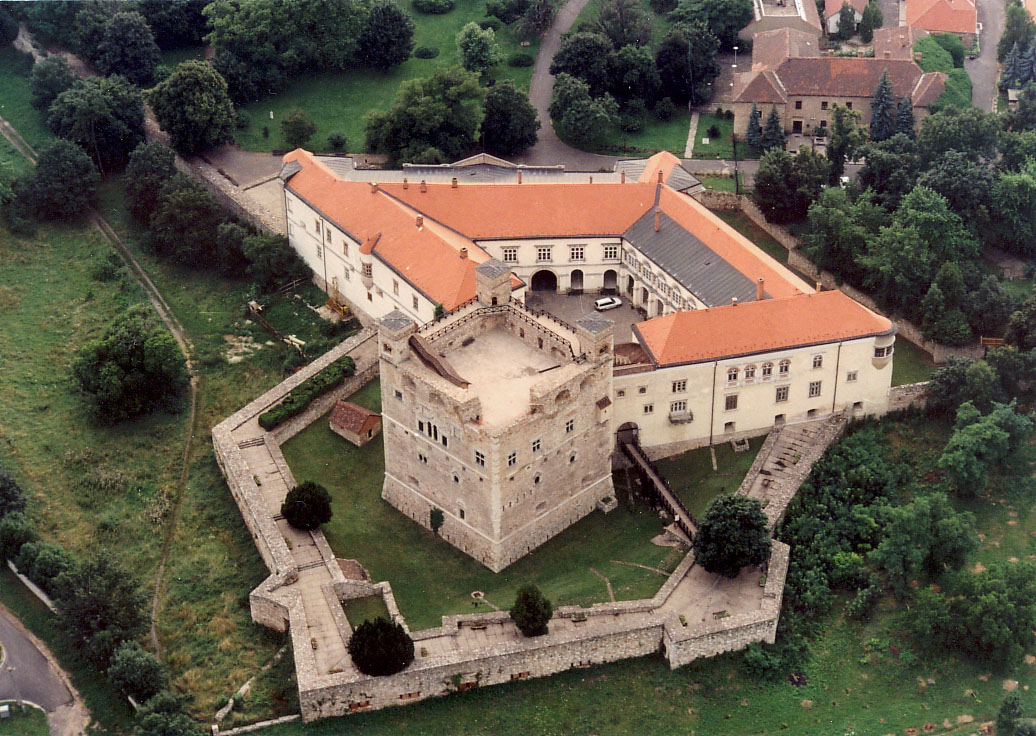
A sárospataki Rákóczi-vár madártávlatból

#### Török kor
- Budapest: Gül Baba türbéje, Rudas gyógyfürdő, Király gyógyfürdő
- Eger: Egri minaret
- Esztergom: Özicseli Hadzsi Ibrahim-dzsámi
- Mohács:  történelmi emlékhely
- Pécs: Gázi Kászim pasa dzsámija, Idrisz Baba türbéje, Jakováli Hasszán dzsámija, Memi pasa dzsámija
- Siklós: Malkocs bég dzsámija
- Vác: Oszmán bej dzsámi

#### Késő reneszánsz
Várak
- Füzéri vár
- Kőszeg: Jurisics-vár
- Sárospataki vár
- Sárvári vár
- Szerencs vára

#### Barokk
Templomok
- Ecser: Páduai Szent Antal-templom

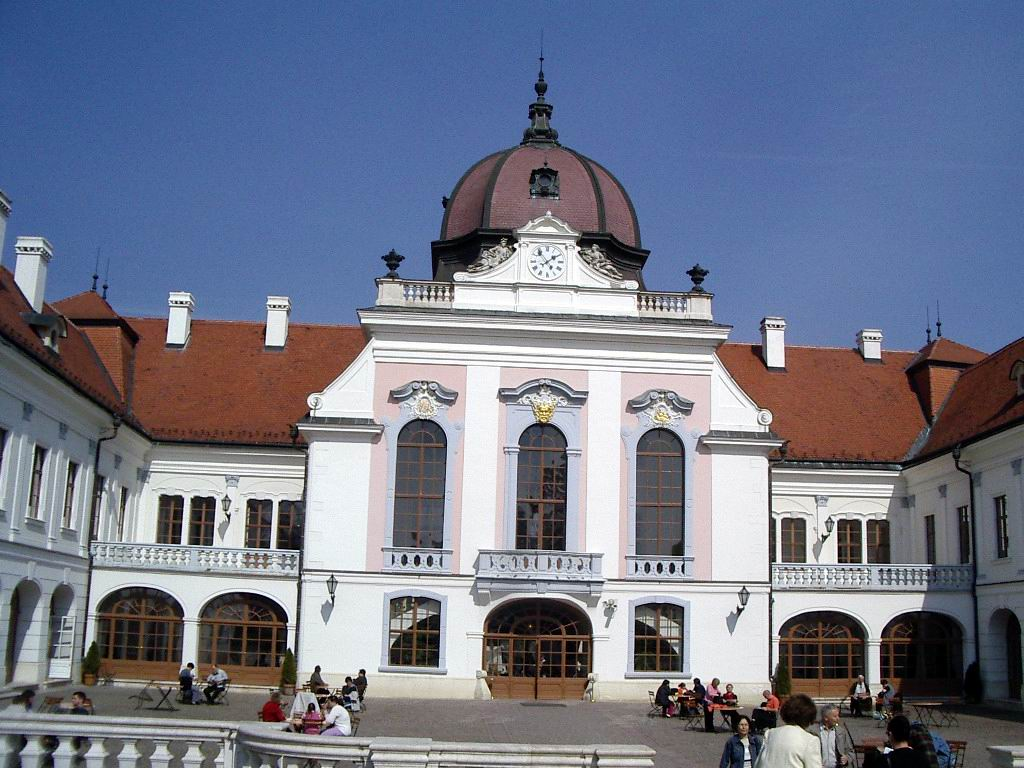
Gödöllői királyi kastély

- Nyíregyháza evangélikus Nagytemplom
- Győr: Loyolai Szent Ignác bencés templom, Karmelita templom, Evangélikus öregtemplom, Győri bazilika
- Vác: Székesegyház
- Esztergom: Vízivárosi kéttornyú templom
- Szentendre: Szerb székesegyház
- Miskolc: Mindszenti templom, Ortodox templom
- Majki műemlékegyüttes
- Sarlós Boldogasszony-templom, Kiskunfélegyháza
- Kisszőlős: Szent István kápolna, Szent Márton templom
- Kiskunhalasi római katolikus templom

Kastélyok
- Fertőd: Esterházy-kastély
- Gödöllő: Királyi kastély
- Gyula: Almásy-kastély
- Keszthely: Festetics-kastély
- Ráckeve: Savoyai-kastély
- Sellye: Draskovich-kastély

Paloták, középületek
- Magyarország legszebb barokk városközpontjai: Budai Várnegyed, Győr, Sopron, Szombathely, Kőszeg, Székesfehérvár, Veszprém, Pápa, Eger, Szentendre

Szobrok, oszlopok, diadalívek
- Váci diadalív

#### Több stílus
Várak
- Győr: Püspökvár – gótika, barokk
- Siklósi vár – gótika, reneszánsz, barokk

### 19. századi és századfordulós műemlékek

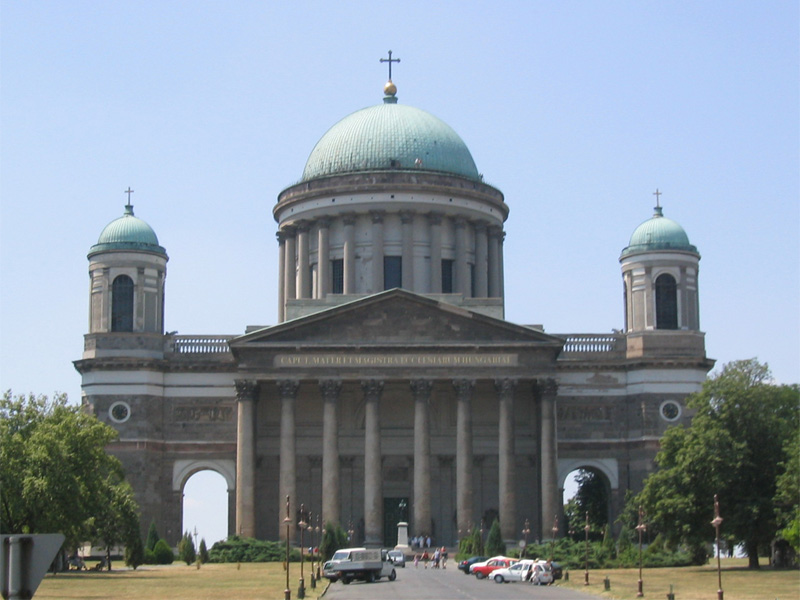
Esztergomi bazilika

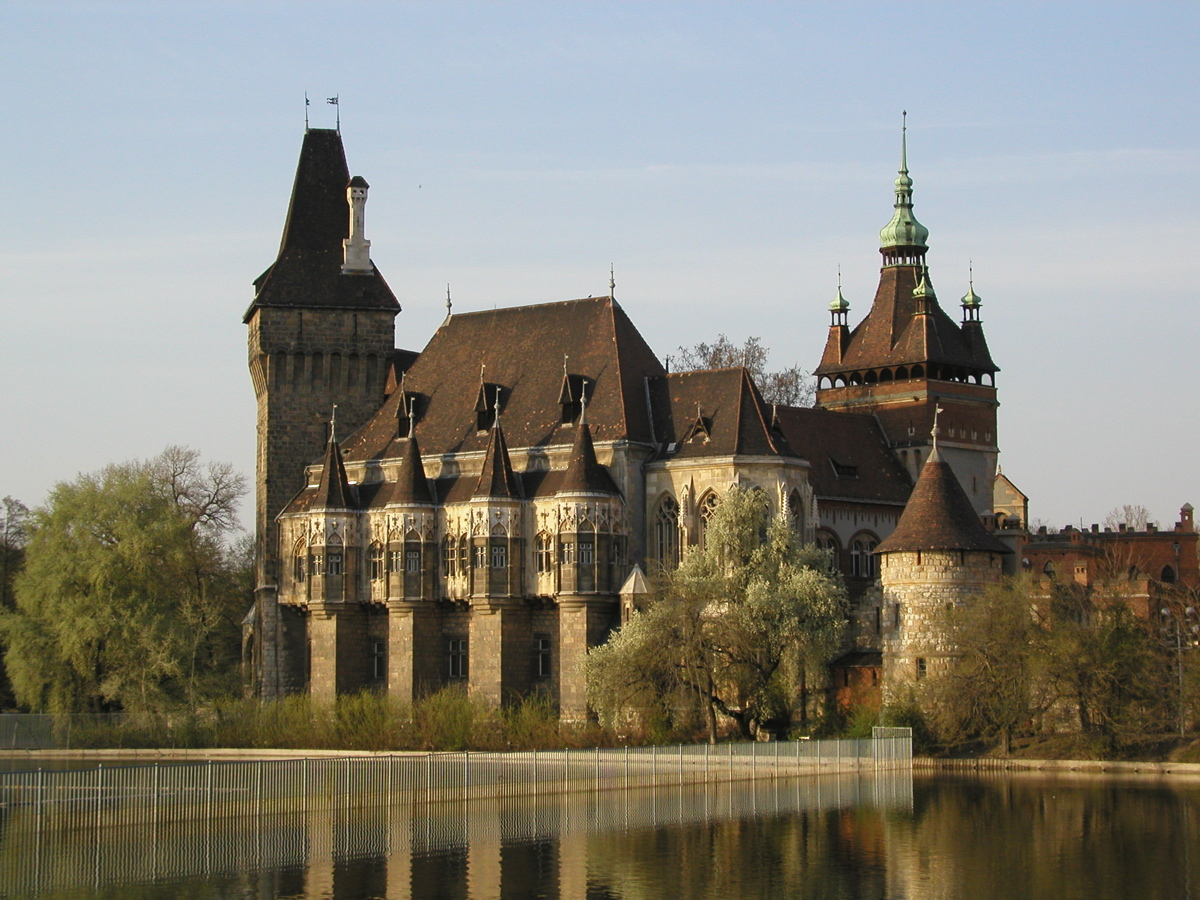
A budapesti Vajdahunyad vára

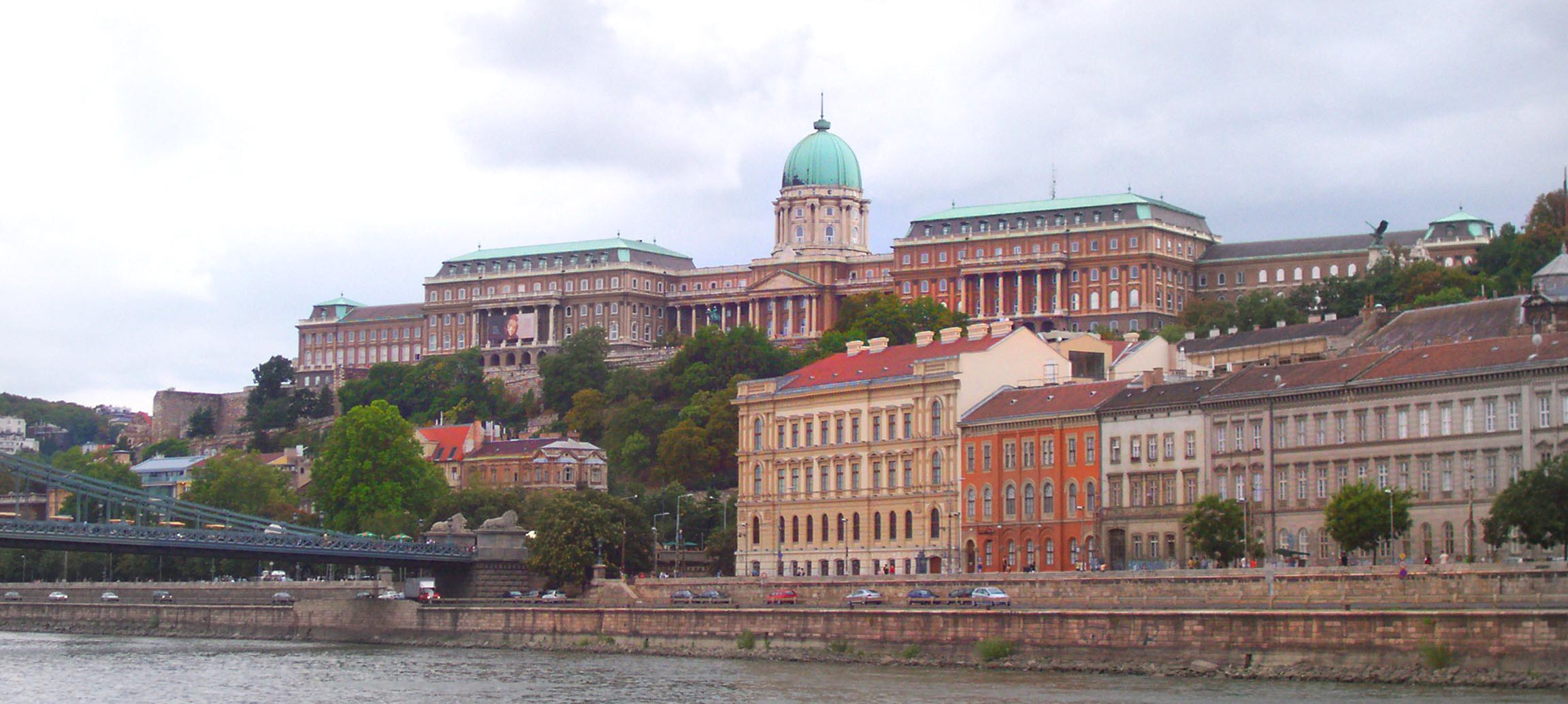
A Budai vár a Királyi Palotával

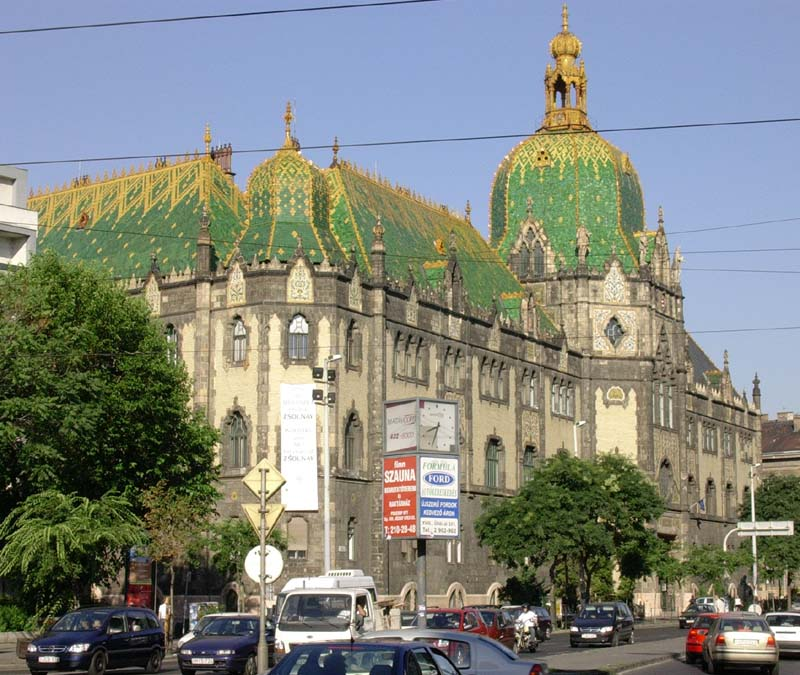
Az Iparművészeti Múzeum épülete Budapesten

#### Klasszicizmus
Templomok
- Budapest: Szent István-bazilika
- Esztergom: Bazilika, Kerektemplom
- Eger: Egri bazilika
- Debreceni Református Nagytemplom

Kastélyok
- Nagycenk: Széchenyi-kastély
- Nikla: Berzsenyi-kúria

Paloták, középületek
- Budapest: Magyar Nemzeti Múzeum
- Debrecen: Városháza
- Miskolc: Miskolci Nemzeti Színház
- Kiskunhalasi klasszicista városháza

Hidak, ipari emlékek
- Budapest: Széchenyi lánchíd

#### Romantika

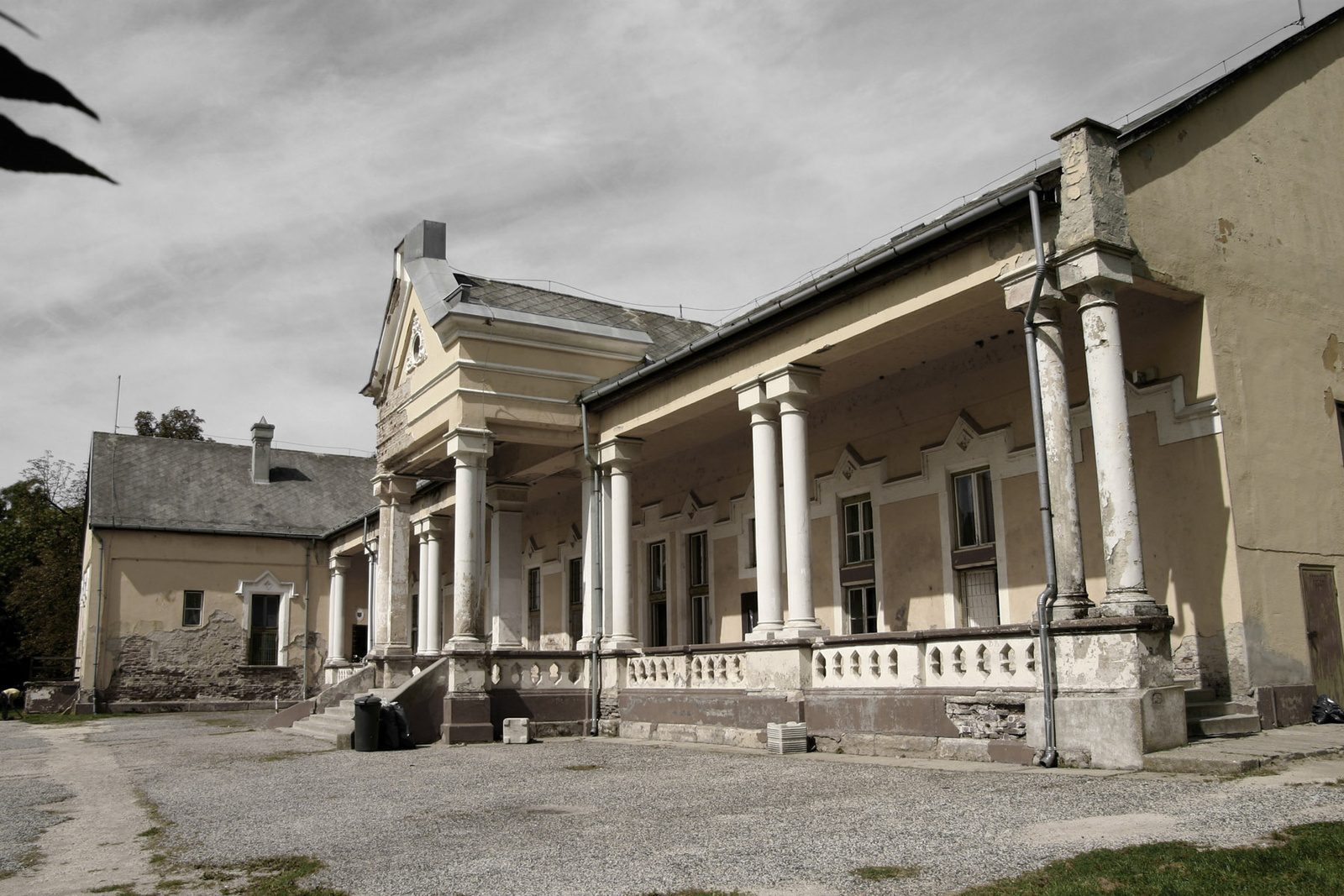
Az eklektikus stílusú Zichy-kastély Zichyújfaluban

Templomok
- Budapest: Dohány utcai zsinagóga
- Fóti templom

Várak
- Balatonszentgyörgy: Csillagvár

Paloták, középületek
- Budapest:  Pesti Vigadó

Kastélyok
- Zichyújfalu: Zichy-kastély

#### Több stílus
Templomok
- Győri bazilika – román, gótikus, klasszicista
- Pannonhalmi Bencés Főapátság – gótikus, klasszicista
- Budapest: Belvárosi plébániatemplom – gótikus, reneszánsz (szentségtartók), barokk, klasszicista

Várak, erődök
- Tatai vár – gótika, reneszánsz, barokk, romantika
- Komáromi erődrendszer
- Budapest: Citadella
- Budapest: Vajdahunyad vára – román, gótika, reneszánsz, barokk rekonstrukció

Paloták, középületek
- Budapest: Budavári Palota - barokk, neobarokk

#### Historizmus, eklektika
Templomok
- Szegedi Fogadalmi Templom
- Miskolci zsinagóga

Kastélyok
- Martonvásár: Brunszvik-kastély

Paloták, középületek
- Budapest: Országház, Operaház, Szépművészeti Múzeum, Széchenyi gyógyfürdő, Magyar Tudományos Akadémia, New York-palota
- Győr: Városháza
- Debrecen: Aranybika Szálló
- Szegedi Nemzeti Színház
- Kiskunhalasi központi iskola

Hidak, ipari műemlékek
- Budapest: Margit híd, Szabadság híd, Millenniumi Földalatti Vasút

#### Szecesszió
Templomok
- Győri zsinagóga
- Szegedi zsinagóga

Paloták, középületek

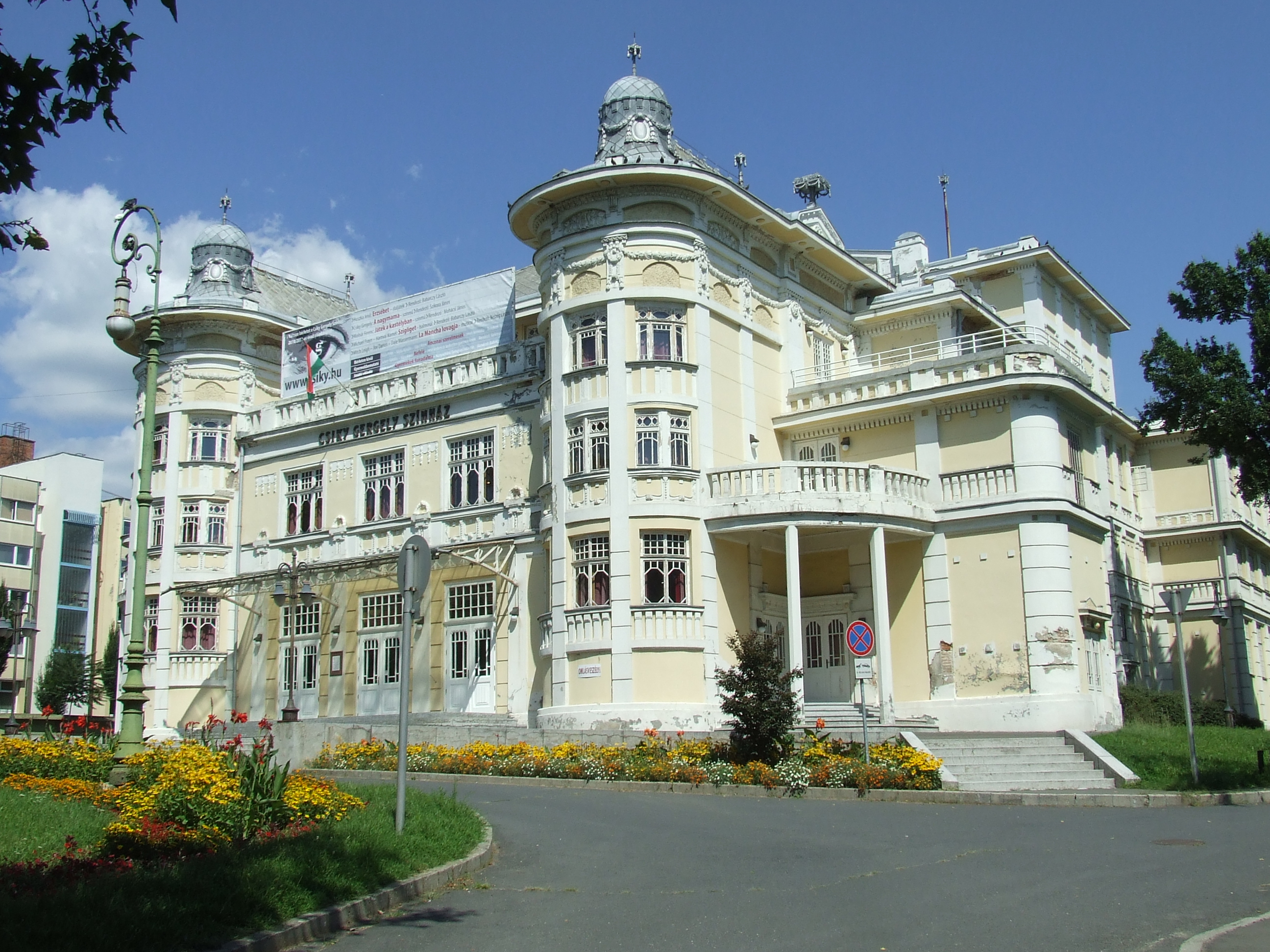
A kaposvári Csiky Gergely Színház

- Lechner Ödön és kortársai művei, a magyar szecesszió építészeti emlékei:
  - Iparművészeti Múzeum (Budapest)
  - Cifrapalota (Kecskemét)
  - Kecskeméti Városháza
  - Debreceni vármegyeháza
- Kaposvár: Csiky Gergely Színház
- Kiskunhalasi szecessziós városháza

#### Köztéri szobrok, emlékművek
- Budapest: Hősök tere
- Ópusztaszer: Nemzeti Történeti Emlékpark

### Népi építészet
- Nyírségi templomok haranglábai
- Tákos: Református templom
- Miskolc: Deszkatemplom
- Gólyás-ház, Kecskemét, Naiv Művészek Múzeuma
- Csongrádi Ófalu
- Kiskunhalasi Tájház
- Kiskunhalasi Sáfrik szélmalom
- Kunfehértói Németh-Buhin szélmalom
- Kiskunhalasi Végh-kúria